# 유재호 (성남시의원)
유재호(兪在皓, 1981년 9월 4일~)는 대한민국의 정치인이다. 제8대 경기도 성남시의원을 역임했으며 현재 새로운미래 당원으로 활동하고 있다.

## 생애
유재호는 1981년 서울특별시에서 태어났다. 1996년에 미국 로스앤젤레스로 유학을 떠났으며 당시 제이 유(Jay Yoo)라는 영어 이름을 사용했다. 또한 중화인민공화국으로 건너가 선전에서 "Skyworth Wireless"사에 입사하여 해외영원사원으로 일했다.
2010년에 국민참여당에 입당하면서 정계에 입문했고 2012년 4월 10일 민주통합당에 입당했다. 
2018년에 제7회 전국동시지방선거에서 성남시의회 하 선거구 의원으로 당선되어 2018년 7월 1일부터 성남시의회 의원으로 취임하였다.
임기가 끝나고 전병헌 제17·18·19대 국회의원의 보좌관을 지냈다.
2020년에 깨어있는시민연대당 창당 구성원이 되었으며 해산 직전에 탈당하여 2024년에 새로운미래에 입당했다.

## 학력
- 2005~2007 동국대학교 연극영화학 학사 졸업

## 경력
- 중국선전 Skyworth Wireless 해외영업
- 민주통합당 전국청년위원회 운영위원
- 2018.07 ~ 2022.06 제8대 경기도 성남시의회 의원
- 2018.07 ~ 2020.07 제8대 경기도 성남시의회 전반기 문화복지위원회 위원
- 2018.07 ~ 2020.07 제8대 경기도 성남시의회 전반기 의회운영위원회 위원
- 2019.11 ~ 2019.11 제8대 경기도 성남시의회 성남시 민간위탁사업 및 시설 등의 운영에 대한 행정사무조사특별위원회 위원
- 2020.07 ~ 2022.06 제8대 경기도 성남시의회 후반기 문화복지위원회 위원
- 전병헌 제17·18·19대 국회의원 보좌관

## 개인사

### 황의조 아시안게임 발탁에 대한 인맥축구 주장
2018년 7월 16일 유재호는 자신의 페이스북을 통해서 김학범이 2018년 아시안 게임 축구 와일드카드로 황의조를 발탁한 것은 인맥축구라고 주장했다. 이후 황의조는 아시안 게임 본선에서 7경기에 출전해 9골 1도움을 기록하며 대한민국의 아시안게임 2연속 금메달 획득에 기여했다. 유재호는 이후 이 사건에 대해 어떠한 해명도 하지 않았다.

## 역대 선거 결과
|  | 11.01% |

|  | 31.29% |

|  | 1.76% |